# Camponotus congolensis
Camponotus congolensis é uma espécie de inseto do gênero Camponotus, pertencente à família Formicidae.